# Zăvoi
Zăvoi è un comune della Romania di 3948 abitanti, ubicato nel distretto di Caraș-Severin, nella regione storica del Banato.
Il comune è formato dall'unione di 7 villaggi: 23 August, Măgura, Măru, Poiana Mărului, Valea Bistrei, Voislova, Zăvoi.